# James Joyce

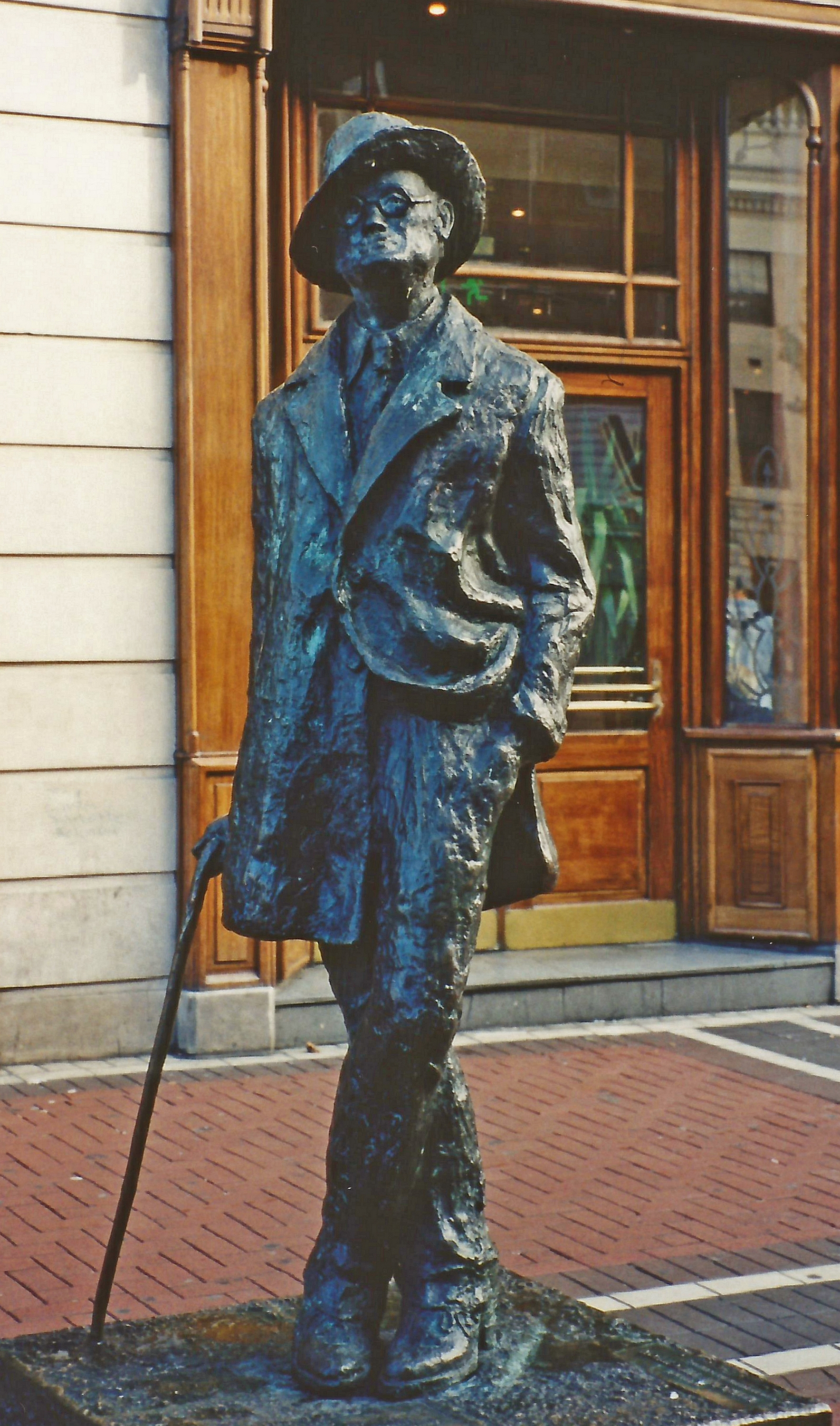
Dublin

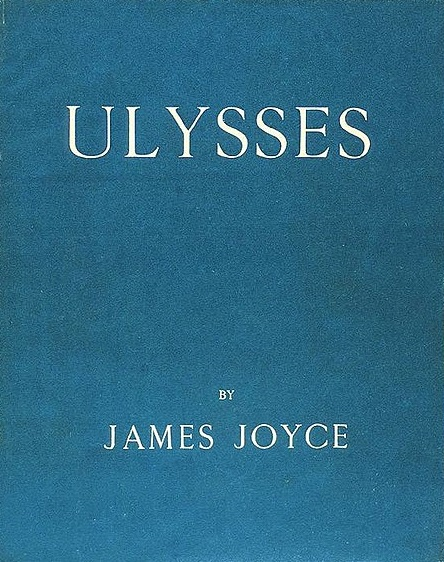
Eerste uitgave van Ulysses

James Augustine Aloysius Joyce (Dublin, 2 februari 1882 – Zürich, 13 januari 1941) was een Iers schrijver die wordt beschouwd als een van de belangrijkste schrijvers van de 20e eeuw. Zijn hoofdwerk is de roman Ulysses, die beschouwd wordt als hoogtepunt van het modernisme.

## Biografie
James Joyce werd geboren in een rijke katholieke familie in Dublin die door omstandigheden in armoede terechtkwam.
Hij was het oudste overlevende kind van John Stanislaus Joyce uit Cork en de 10 jaar jongere Mary Jane Murray. Beiden waren verdienstelijke amateurzangers. Ze kregen 4 zonen en 6 dochters, 3 miskramen niet meegerekend. John had door ongelukkige beslissingen de erfenis van zijn jonggestorven vader verspild, en het gezin moest vaak verhuizen naar steeds armoediger woningen. James was de enige van de kinderen die door zijn vader met liefde en aandacht werd omringd; zelf had hij de nauwste band met zijn broer Stanislaus. Veel van de gezinsleden en de verdere familieleden verschijnen als personages in de boeken van Joyce, zij het meestal onder een andere naam.
In 1887 werd zijn vader, nadat hij zijn baan als douanebeambte had verlaten, door de Dublin Corporation benoemd tot belastingontvanger en daarom verhuisde het gezin definitief naar Bray, een stad ongeveer twintig kilometer ten zuiden van Dublin. Hier werd Joyce gebeten door een hond, een episode die aan de oorsprong lag van zijn cynofobie. Hij had ook angst voor onweersbuien, omdat een zeer religieuze tante hem vertelde dat ze een teken waren van Gods toorn. Angsten zouden altijd deel uitmaken van Joyce's identiteit, en hoewel hij de macht had om ze te overwinnen, heeft hij dat nooit gedaan.
In september 1888 schreef zijn vader hem in bij het Jezuïeteninternaat Conglowes Wood College in Sallins. Als jongste leerling werd hij er aanvankelijk gepest, maar hij leerde van zich afbijten onder meer door verzinsels te verspreiden over zogezegd aanzienlijke familieleden. Na juni 1891 konden zijn ouders het collegegeld niet meer betalen en schreven ze hem uit. Vanaf 6 april 1893 mocht hij echter op voorspraak van een vriend van zijn vader gratis het dagonderwijs volgen aan de Jezuïetenschool Belvedere College in Dublin. Hoewel niet zonder aanvaringen met het gezag, was hij een goede leerling en aanvankelijk ook een vroom katholiek. Hij blonk uit in Engels opstel en leerde er vreemde talen, waaronder ook het eerder ongebruikelijke Italiaans.
Vanaf 1898 studeerde hij literatuur aan het University College Dublin, alwaar hij het katholicisme afzwoer. Het katholieke University College was veel minder prestigieus dan het protestantse Trinity College.
Toen in 1902 zijn studie was afgerond, besloot hij schrijver te worden en bezocht Parijs voor de eerste maal. In 1904 verhuisde hij met het kamermeisje Nora Barnacle naar het continent.  Joyce wist via enkele kennissen een baan als docent te bemachtigen aan de Berlitz School in Zürich, maar eenmaal in Zürich ontdekte hij dat hij bedrogen was en stuurde de directeur hem naar Triëst, toen onderdeel van het Oostenrijks-Hongaarse Rijk. James en Nora woonden 10 jaar in Triëst op Via Nicolo 30, waar hun zoon geboren werd. Joyce gaf er les aan de Berlitzschool. 
Zijn Ierse achtergrond bleek essentieel voor zijn literatuur, want hij schreef uitsluitend over Ierse thema's. In 1902 verschenen drie van zijn verhalen in een Iers tijdschrift voor boeren, geschreven onder het pseudoniem Stephen Dedalus. Deze verhalen werden later verwerkt in Dubliners, een verhalenbundel die uiteindelijk in 1914 werd gepubliceerd. De verhalen zijn 'epiphanies' (openbaringen) – een woord dat door Joyce gebruikt wordt om het plotselinge bewustzijn van de 'ziel' van iets te beschrijven.
De Eerste Wereldoorlog dwong het gezin te verhuizen naar Zürich in het neutrale Zwitserland. Hier begon Joyce te werken aan Ulysses. Na een korte terugkeer naar Triëst woonde hij vanaf 1920 in Parijs. Hij wilde niet in Ierland wonen en reageerde op vragen hierover met: "Heb ik het ooit verlaten?" 
In Ulysses gebruikt Joyce de mythen van Odysseus, Penelope en Telemachus in een moderne setting. Leopold Bloom, en respectievelijk zijn vrouw Molly Bloom en Stephen Dedalus vervullen de hoofdrollen en tonen middels een parodie het contrast met hun mythische modellen. Het boek laat het leven in Dublin zien, met de nadruk op het verval en de eentonigheid van de stad.
Bij zijn aankomst in Parijs genoot hij al een zeker aanzien als schrijver. Tot zijn vriendenkring behoorde de Amerikaanse Sylvia Beach, eigenares en uitbaatster van de Engelstalige boekhandel Shakespeare and Company. Datzelfde jaar was het Amerikaanse tijdschrift Little Review veroordeeld voor de publicatie van enkele afleveringen van Ulysses - een publicatieverbod dat tot 1933 zou duren. Miss Beach nam toen de publicatie van een eerste druk in 1000 exemplaren op zich; de vraag (op voorintekening) was meteen groot.
In 1931 trouwde Joyce met Nora Barnacle. In 1939 werd de eerste complete versie van Finnegans Wake uitgebracht bij Faber en Faber. Uit dit werk (alsook uit brieven naar zijn vrouw Nora) blijkt ook zijn belangstelling voor seksualiteit. In een kleurrijk verhullend taalgebruik beschrijft hij taboeonderwerpen zoals naaktheid, voyeurisme en masturbatie.
Aan het begin van de Tweede Wereldoorlog, in 1940, vluchtte Joyce met zijn gezin terug naar Zürich waar hij enkele maanden later, op 13 januari 1941, in het Rode Kruisziekenhuis overleed.
James Joyce ligt begraven op de Flunternbegraafplaats in Zürich. Toen Nora tien jaar later overleed, werd zij eerst apart begraven. In 1966, 25 jaar na James' overlijden, gaf de gemeente Zürich hun echter een monumentaal graf, waar later ook hun zoon Giorgio en diens tweede echtgenote werden bijgezet. Naast het graf staat een bronzen beeld van James Joyce, gemaakt door de Amerikaanse kunstenaar Milton Hebald.

## Waardering en invloed
Het werk van Joyce kent vele interpretaties, is in de voorbije eeuw ontelbaar malen onderwerp van literaire studie geweest en was van grote invloed op een veelheid aan schrijvers van diverse pluimage, zoals Samuel Beckett, Robert Anton Wilson, John Updike en Joseph Campbell. Andere literatoren bekijken het werk van Joyce met meer gemengde gevoelens, zoals Vladimir Nabokov, die Ulysses briljant noemde maar Finnegans Wake vreselijk. Daarnaast zijn er ook negatieve geluiden, zoals van Martin Amis die in 2010 over James Joyce en Samuel Beckett zei: “Ze behoren tot de meest invloedrijke schrijvers van de 20e eeuw, maar zijn amper onderhoudend”.
Hoe dan ook, Ulysses wordt algemeen beschouwd als het hoogtepunt van de moderne literaire beweging uit de 20e eeuw. De grote invloed van Joyce op de wereldliteratuur van de voorbije eeuw is onmiskenbaar en zijn bewonderaars zijn nog altijd talrijk. De Joyce-verenigingen behoren tot de levendigste literaire genootschappen in de wereld. Jaarlijks worden op 16 juni het werk en het leven van Joyce door liefhebbers gevierd (Bloomsday), in Dublin, maar ook op vele plaatsen daarbuiten.
In 1999 werd Joyce door Time gekozen tot een van de 100 belangrijkste personen uit de 20e eeuw. Op Modern Library’s lijst van 100 beste Engelstalige romans uit de 20e eeuw uit 1998 staat Ulysses op de 1e plaats, A Portrait of the Artist as a Young Man op nummer 3 en Finnegans Wake op 77.

## Joyce in België en Nederland
Waarschijnlijk op 6 augustus 1926 kwam Joyce aan in België, waar hij in Oostende verbleef tot medio september. Vervolgens was hij in Gent en daarna van 17 tot 20 september in Antwerpen. In Antwerpen maakte hij veel notities voor Finnegan's Wake, de stad komt zelfs voor in dit boek als Gnantwerp (Joyce had hier last van ‘gna[n]ts’ oftewel muggen). Van 20 tot 29 september verbleef hij in Brussel voor hij naar Frankrijk vertrok.

Het jaar daarop was Joyce tussen 21 mei en 20 juni in Nederland. Eerst tot 7 juni in Den Haag en Scheveningen (waar hij op het strand werd aangevallen door een hond), vervolgens in Amsterdam, vanwaaruit hij het Tsaar Peterhuisje in Zaandam bezocht. Op 14 juni was hij weer in Den Haag, vanwaar hij terugkeerde naar Parijs.

## Bibliografie

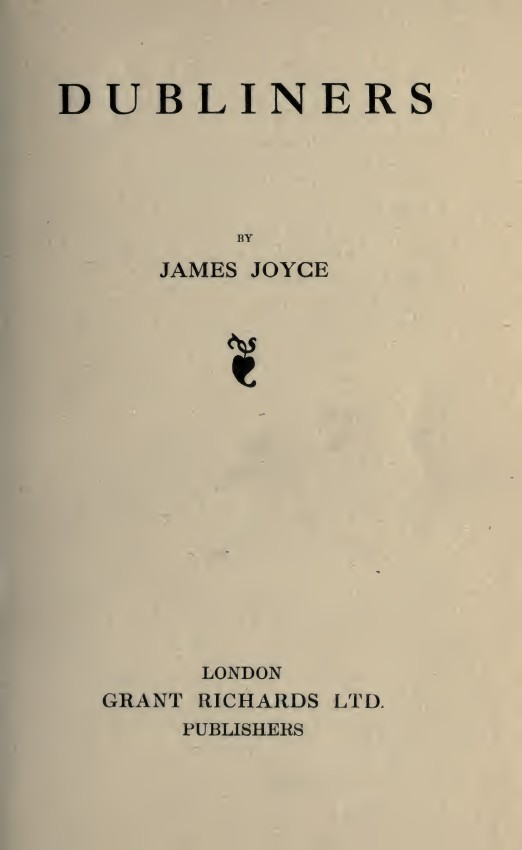
Dubliners, 1914